# Arbeitsgemeinschaft Katholischer Hochschulgemeinden
Die Arbeitsgemeinschaft Katholischer Hochschulgemeinden (AKH) ist der Dachverband aller Katholischen Hochschul- und Studentengemeinden in Deutschland.
Als Dachverband aller Hochschulgemeinden vertritt die AKH die Studierenden und hauptamtlich in den Hochschulgemeinden Tätigen auch im Forum Hochschule und Kirche (FHoK) und vor den Bischöfen in den einzelnen Bistümern und in der Deutschen Bischofskonferenz (DBK).
Die AKH ist über das FHoK hinaus Kooperationspartner vieler (inter)religiöser Organisationen und Vereinigungen. Diese umfassen z. B.
- Bund der Alevitischen Studierenden in Deutschland (BDAS)
- Verband der Evangelischen Studierendengemeinden in Deutschland
- Jeunesse Étudiante Catholique Internationale – Mouvement International des Étudiants Catholiques (JECI-MIEC)
- Jüdische Studierendenunion Deutschland (JSUD)
- Rat muslimischer Studierender und Akademiker (RAMSA)
- Salzburger Hochschulwochen (SHW)
- Zentralkomitee der deutschen Katholiken (ZDK)
- Arbeitsgemeinschaft der katholischen Organisationen Deutschlands (AGKOD)

## Struktur

### Vorstand
Der Vorstand wird auf zwei Jahre von der Delegiertenversammlung gewählt. Es müssen mindestens drei Mitglieder Hauptamtliche und sieben Ehrenamtliche sein. Der Vorstand beschäftigt sich vor allem mit den überregionalen Projekten der AKH und unterstützt die Vorbereitung und Durchführung überregionaler Veranstaltungen.
Dem Vorstand steht die durch die DV gewählte vorsitzende Person vor. Die Amtszeit beträgt ein Jahr. In der konstituierenden Sitzung des Vorstandes bestellt der Vorstand aus seinen eigenen Reihen zwei Stellvertreter, die den Vorsitzenden in der Leitung und Organisation des Gremiums unterstützen. Diese drei bilden den sog. „kleinen Vorstand“.

### Delegiertenversammlung (DV)
In der Delegiertenversammlung ist das höchste beschlussfassende Gremium der AKH. Während der mindestens ein Mal jährlich stattfindenden Sitzung wird der Vorstand entlastet und neugewählt. Des Weiteren werden Ausschüsse neugebildet, bestätigt oder geschlossen. Jede der ca. 125 Gemeinden hat zwei Stimmen in der DV. Eine muss jeweils durch eine(n) Ehrenamtliche(n) wahrgenommen werden.
In der Regel entsendet die DV zudem gewählte Vertreter in die folgende Gremien und Organisationen:
- European Committee des Jeunesse Étudiante Catholique Internationale – Mouvement International des Étudiants Catholiques (JECI-MIEC) – 1 stimmberechtigtes Mitglied
- Mitgliederversammlung des Forums Hochschule und Kirche e.V. – 7 stimmberechtigte Mitglieder
- Direktorium der Salzburger Hochschulwochen – 1 stimmberechtigtes Mitglied
- Mitgliederversammlung der Arbeitsgemeinschaft katholischer Organisationen Deutschlands (AGKOD) – 1 stimmberechtigtes Mitglied

### Regionalgruppen
Die DV teilte das Bundesgebiet bei seiner DV 2014 in fünf Regionen ein. Diese Schritt soll eine stärkere Vernetzung der Hochschulgemeinden in den einzelnen Regionen anregen und unterstützen. Die AKH-Regionen umfassen:
- Region Nord (Nordlichter)
- Region Ost (RAK)
- Region Süd-Ost (Gipfelstürmer)
- Region Süd-West
- Region West

Neben der auf der DV stattfindenden Regionaltreffen, ermutigt und unterstützt der Vorstand regionale Vernetzungs- und Austauschtreffen in Form von Bildungsseminaren in den Regionen. Diese werden in der Regel durch eine Hochschulgemeinde vor Ort ausgerichtet.
Jede Regionalgruppe hat laut Satzung das Recht, einen Regionenvertreter zu bestimmen und diesen als beratendes Mitglied in die DV zu entsenden.

## Veranstaltungen
Die AKH bietet jedes Semester Wochenendseminare zu geistlichen, politischen und gesellschaftlichen Themen an. Jeder Studierende und hauptamtlich Tätige darf daran teilnehmen, je nach Ausrichtung des Seminars. Durch Förderungen aus dem Kinder- und Jugendplan (KJP) des Bundesministerium für Familie, Senioren, Frauen und Jugend (BMFSFJ) fallen die Preise der Seminare relativ gering aus. Oft gibt es zusätzlich noch finanzielle Unterstützungen von den Studierenden- und Hochschulgemeinden vor Ort.
Neben den Seminaren wird meist im November die Delegiertenversammlung und im Winter ein Wintertreffen an einem Hochschulgemeindestandort in Deutschland abgehalten. Im Sommersemester 2006 fand erstmals eine Sommerschule statt.

### Wallfahrt
Seit den 1950er Jahren wird eine Studentenwallfahrt, mittlerweile „Rauszeit“ genannt, nach Rosenthal durchgeführt.
Bis 2004 war es Tradition, dass die Wallfahrt alle zwei Jahre durchgeführt wurde. Die Wallfahrt ging damals in Dresden los. Während der DDR-Zeit wurden die wallfahrenden Studierenden in Familien in Dresden untergebracht. Später waren sie gemeinsam in Gemeindehäusern in Dresden untergebracht. Am Samstag fuhr ein Teil mit der Bahn aus Dresden nach Kamenz, von wo in kleinen Gruppen die Fußwallfahrt nach Rosenthal gestartet wurde. Ein anderer Teil ging schon von Dresden nach Rosenthal.
Ab 2005 startete die Rosenthalwallfahrt im Bischof-Benno-Haus in Schmochtitz. Die Wallfahrt wird nun jährlich durchgeführt. Mittlerweile beginnt sie in Panschwitz-Kuckau.
Im Jahr 2020 fand die Wallfahrt unter dem Motto „Raus aus der Komfortzone“ wegen der Coronapandemie dezentral statt, nach einem erneuten dezentralen Stattfinden 2021 fand sie 2022 wieder von Panschwitz-Kuckau nach Rosenthal statt. 2023 fand sie von Eckartsberga nach Punschrau statt.

### Wintertreffen
- 2001: Leipzig Blühende Landschaften
- 2003: Nürnberg Gefährliche Erinnerungen
- 2004: Hamburg Das Tor zur Welt
- 2005: Stuttgart Verkehr – Mobilität – Zukunft
- 2006: Ilmenau Studieren zwischen Goethe und MP3
- 2007: Würzburg Würzburg bildet
- 2008: Berlin
- 2009: Köln Medienstatt Köln
- 2010: München Da schau her. Kunst & Glaube in München
- 2011: Leipzig Ohren auf! Leipzig von seiner besten Saite
- 2012: Freiburg „ausgeschöpft“. Schöpfung – Zukunft – leben & Leben lassen
- 2013: Mainz
- 2014: Münster FRIEDEN – Nichts für Feiglinge
- 2015: Dresden Stark wie August – Willkommen im Elbflorenz
- 2016: Aachen Aachen: Bunt & Vielfältig
- 2017: Augsburg Katholik/Protestant – Willst du mit mir gehen?
- 2018: Oldenburg/Vechta Besser leben!
- 2020: Speyer (Un)bequeme Demokratie. Das Hambacher Fest und die Vision von Europa
- 2021 und 2022 jeweils für Leipzig unter dem Titel Leipzig – Schauplatz der Friedlichen Revolution und politischer Satire. Veränderung gelebt, gesprochen, gezeichnet geplant, aber wegen COVID-19 ausgefallen.
- 2023: Lüneburg Baustelle Zukunft: nachhaltig! ökumenisch!

### Bundestagshospitation
Die AKH veranstaltet jedes Jahr eine Hospitation im Deutschen Bundestag. Hierbei werden nach einem Bewerbungsverfahren ca. 25 Studierende Bundestagsabgeordneten gemäß Interessens- und Arbeitsfelder zugeordnet. Die Studierenden haben eine Woche lang die Möglichkeit, die Abgeordneten zu begleiten. Dabei besuchen sie z. B. Fraktions-, Ausschuss, und Plenarsitzungen und begleiten die Politiker auch zu Veranstaltungen außerhalb des Bundestages. Ein Rahmenprogramm, welches durch die Bildungsreferenten der Geschäftsstelle des Forums Hochschule und Kirche e.V. gestaltet wird, rundet das Seminar ab. Dazu gehört regelmäßig eine Lobby-kritische Stadtführung rund um die Gebäude des Bundestages.

### Sommerschule
- 2006: Guatemala Was ist Entwicklung? – Sommerschule zum Thema Entwicklungspolitik in Guatemala.
- 2009: Guatemala ausgefallen auf Grund der schlechten Sicherheitslage vor Ort
- 2013: Sambia gerechte Entwicklung